# Rodinné trampoty oficiála Tříšky
Rodinné trampoty oficiála Tříšky je česká filmová komedie z roku 1949, kterou natočil režisér Josef Mach. Film patří k nejnavštěvovanějším českým filmům natočeným do roku 1993. Premiéru měl 30. prosince 1949.

## Děj filmu
Referent bytového úřadu v Praze, bývalý vrchní oficiál Odon Tříška, se jednoho dne ze své práce spočívající v přidělování nedostatkových bytů nervově zhroutí. Lékař mu doporučí okamžitou dovolenou a celá Tříškova rodina se vypraví vlakem do pohraničního městečka Strmín. Po cestě se seznámí s panem Velebou – ten o sobě tvrdí, že je hospodářský správce a jede také do Strmína. Tam se ubytují se v penzionu Harmonie, který je ale zklame: maluje se tam, pod okny ráno zpívají vojáci a je slyšet hluk z blízkého autoservisu. Tříška se proto rozhodne k návratu do Prahy. Jeho synům se podaří sehnat a zprovoznit starý obrněný vůz, ale rodina i s Velebou pak dorazí jen do nedaleké vesničky Kyšice, kde právě začínají žně. Místní správce statku je omylem považuje za slíbené brigádníky, hned je ubytuje a zaměstná. Místo chození na ryby musí pan Tříška pomáhat při svážení obilí. Nakonec najde ve fyzické práci na poli zalíbení a jeho nervový stav se dá do pořádku. I jeho dcery  jsou spokojené, Slávka se tu potkala se svým chlapcem poručíkem Vránou, který se svou jednotkou také pomáhá při žních, Boženka se zamilovala do Veleby, který přiznává, že není žádný hospodářský správce, ale malíř pokojů. Pan oficiál vážně přemýšlí o tom, že se do Kyšic odstěhuje na penzi.

## Výroba a tvůrci
Film byl natočen ve studiu Československý státní film v roce 1949 podle námětu Ivana Osvalda. Režisérem byl Josef Mach, hlavním kameramanem Jan Roth, hudbu k filmu složil Julius Kalaš, architektem byl Jan Zázvorka.

## Obsazení
| Saša Rašilov       | vrchní oficiál Odon Tříška                    |
| Jarmila Kurandová  | Marie, Tříškova žena                          |
| Rudolf Hrušínský   | Odon, nejstarší syn Tříškových                |
| Antonín Šůra       | automechanik Jirka, prostřední syn Třískových |
| Stanislav Fišer    | student Julínek, nejmladší syn Třískových     |
| Lída Vostrčilová   | prodavačka Božka, starší dcera Třískových     |
| Alena Kreuzmannová | Slávka, mladší dcera Třískových               |
| Robert Vrchota     | poručík Pavel Vrána, Slávčin chlapec          |
| Felix le Breux     | malíř pokojů Alois Veleba                     |
| Karel Effa         | kočí Ignác                                    |
| Josef Kemr         | žadatel o byt                                 |